# Лазу-Бачулуй
Лазу-Бачулуй (рум. Lazu Baciului) — село у повіті Марамуреш в Румунії. Адміністративно підпорядковане місту Сигіт.
Село розташоване на відстані 420 км на північний захід від Бухареста, 36 км на північний схід від Бая-Маре, 127 км на північ від Клуж-Напоки.

## Населення
За даними перепису населення 2002 року у селі проживали 510 осіб.
Національний склад населення села:
| Національність | Кількість осіб | Відсоток |
| -------------- | -------------- | -------- |
| румуни         | 503            | 98,6%    |
| українці       | 5              | 1,0%     |

Рідною мовою назвали:
| Мова       | Кількість осіб | Відсоток |
| ---------- | -------------- | -------- |
| румунська  | 505            | 99,0%    |
| українська | 5              | 1,0%     |